# Когаркіно
Кога́ркіно (рос. Когаркино, марій. Копонъял) — присілок у складі Гірськомарійського району Марій Ел, Росія. Входить до складу Червоноволзького сільського поселення.

## Населення
Населення — 132 особи (2010; 139 у 2002).
Національний склад (станом на 2002 рік):
- марі — 95 %